# Seznam letališč v Grčiji
Seznam letališč v Grčiji.
(ime letališča - oznaka IATA - oznaka ICAO)

## A
- Agrinio Airport - AGQ - LGAG
- Andravida Airport - ? - LGAD
- Araxos Airport (vzhodno o Araxosa) - GPA - LGRX
- Aristotelis Airport (v Kastoriji)
- Astypalaia Airport
- Athens International Airport (Eleftherios Venizelos) - ATH

## C
- Cephallonia Airport (v Argostoliji, Kefalinija)
- Chios Airport

## D
- Daskalogiannis Airport (v Čaniai) - CHQ
- Diagoras Airport (na Rodosu)
- Dimokritos Airport (v Alexandroupolisu)
- Dionysios Solomos Airport (na Zakintosu)

## E
- Ellinikon International Airport (v Atenah/zaprto)

## F
- Filippos Airport (Kozani) - KZI

## G
- Giannena Airport (Ioannina)

## H
- Heraklion International Airport (Heraklion)

## I
- Ikaria Airport
- Ioannis Kapodistrias Airport (Krf) - CFU
- Ippokratis Airport (Kos)

## K
- Kalamata International Airport
- Karpathos Airport
- Kasos Airport
- Kastelorizo Airport
- Kythira Airport

## L
- Leros Airport

## M
- Makedonia Airport (Solun) - SKG
- Megas Alexandros Airport (Kavala) - KVL
- Milos Airport
- Mykonos Airport

## N
- Naxos Airport - JNX
- Nikos Kazantzakis Airport (Heraklion)

## O
- Odysseas Elytis Airport (Lesbos/Mitilini)

## P
- Paros Airport - PAS
- Porto Cheli Airport (Porto Cheli) - PKH
- Letališče Preveza-Lefkada Aktion National Airport - PVK

## S
- Samos Airport
- Santorini Airport
- Skiathos Airport
- Syros Airport